# Mathilde Desjonquères
Mathilde Desjonquères, née le 6 septembre 1980 à Amiens (Somme), est une femme politique française, membre du Mouvement démocrate (MoDem). Elle est députée de la 1re circonscription de Loir-et-Cher, siégeant au sein du groupe démocrate à l'Assemblée nationale. D'abord suppléante de Marc Fesneau, nommé de ministre de l'Agriculture, elle devient députée en juillet 2022.

## Biographie
Diplômée d'histoire à l'Institut catholique de Paris et d'histoire des arts à l'université Rennes-II, elle travaille comme historienne à la Maison d'Auguste Comte à Paris et au Mémorial de l'internement et de la déportation de Compiègne, avant de rejoindre la communauté de communes de Pontrieux Communauté comme directrice du pôle tourisme, patrimoine et culture.
Engagée sur les questions de parité et d'égalité femmes-hommes, elle a, entre autres, coordonné le développement des Trophées « Les Femmes de l'économie » qui récompensent chaque année les femmes cheffes d'entreprise, dirigeantes ou porteuses d'un projet, contribuant ainsi activement au développement économique de leur territoire.
Elle exerce comme directrice de cabinet en circonscription du député Richard Ramos, après avoir été responsable communication et mercatique chez France Loire. Elle dirige ensuite le pôle culture et sport de la ville de Beaugency jusqu'à son élection comme députée.
Elle est élue conseillère municipale de la ville de Blois et conseillère communautaire d'Agglopolys en 2020. Engagée au MoDem, elle est porte-parole de la fédération du Loir-et-Cher.
Elle mène campagne au côté de Marc Fesneau lors des élections législatives de 2022. Après la nomination de celui-ci comme ministre de l'Agriculture et de la Souveraineté alimentaire, elle rejoint l'Assemblée nationale le 23 juillet 2022, où elle siège au sein de la commission des Lois.
Le binôme est réélu en 2024.